# Fangqiao (köpinghuvudort i Kina, Jiangsu Sheng, lat 31,42, long 119,94)
Fangqiao (kinesiska: 芳桥, 芳桥镇) är en köpinghuvudort i Kina. Den ligger i provinsen Jiangsu, i den östra delen av landet, omkring 130 kilometer sydost om provinshuvudstaden Nanjing. Antalet invånare är 25 546. Befolkningen består av 12 578 kvinnor och 12 968 män. Barn under 15 år utgör 8,0 %, vuxna 15-64 år 75 %, och äldre över 65 år 16,0 %.
Runt Fangqiao är det tätbefolkat, med 286 invånare per kvadratkilometer. Närmaste större samhälle är Heqiao, 9,1 km nordväst om Fangqiao. Trakten runt Fangqiao består till största delen av jordbruksmark.
Genomsnittlig årsnederbörd är 1 542 millimeter. Den regnigaste månaden är juli, med i genomsnitt 268 mm nederbörd, och den torraste är december, med 50 mm nederbörd.